# Snooker Shoot-Out 2023 (saison 2023-2024)
Le Snooker Shoot-Out 2023 est un tournoi de snooker classé comptant pour la saison 2023-2024. L'épreuve se déroule du 6 décembre 2023 au 9 décembre 2023 à la Swansea Arena de Swansea, au Pays de Galles. Elle est organisée par la WPBSA et parrainée par la société de paris anglaise BetVictor.

## Déroulement

### Contexte avant le tournoi
Le tournoi fait partie de la BetVictor Snooker Series. Le sponsor décernera un bonus de 150 000 £ au joueur qui amassera le plus de points lors des huit tournois sponsorisés par la société BetVictor.
La règle du temps est toujours présente : chaque match dure au maximum 10 minutes, à l'issue desquelles une sirène retentit. Les joueurs disposent de 15 secondes par coup, puis de 10 secondes au bout de 5 minutes de match. Une fois le chronomètre écoulé, le joueur ayant marqué le plus de points s'impose. En cas d'égalité, ils doivent s'affronter en mort subite sur la bille bleue (à la façon des penalties).
Le tenant du titre est Chris Wakelin, qui avait remporté son premier tournoi classé l'année passée contre Julien Leclercq.

### Faits marquants
Lors du premier tour, Shaun Murphy réalise un exploit avec le tout premier break maximum de l'histoire de ce tournoi.
Lors des 8es de finales, Kyren Wilson et Si Jiahui terminent ex aequo à l'issue des dix minutes réglementaires. Il s'ensuit un duel sur la bille bleue à empocher en diagonale, lors duquel Si réussit cinq fois son empochage et Wilson quatre fois.
Lors de son quart de finale face à Elliot Slessor, Ali Carter est malchanceux en se snookant lui-même derrière la bille bleue, puis il se rattrape en empochant une bille rouge en jouant fort dans le paquet. Dominic Dale commet quant à lui une fausse queue, ce qui permet à l'amateur Steven Hallworth d'atteindre le stade des demi-finales pour la première fois.
Mark Allen remporte le tournoi en battant Cao Yupeng en finale. Il s'agit de son 10e tournoi classé en carrière.

## Dotation
La répartition des prix est la suivante :
- Vainqueur : 50 000 £
- Finaliste : 20 000 £
- Demi-finalistes : 8 000 £
- Quart de finalistes : 4 000 £
- 8es de finalistes : 2 000 £
- 16es de finalistes : 1 000 £
- 32es de finalistes : 500 £
- 1er tour : 250 £
- Meilleur break : 5 000 £

Dotation totale : 171 000 £

## Tableau

### 1ertour
6 décembre – Session de l'après-midi
| - Chris Wakelin 72–62 Pang Junxu - Joel Connolly 35–43 Jiang Jun - Lyu Haotian 52–53 Liam Davies - Joe Perry 5–16 Alfie Davies - Ali Carter 86–1 Ross Muir - Andrew Pagett 6–77 Barry Pinches - Shaun Liu 57–52 Ishpreet Singh Chadha - Ryan Thomerson 1–13 Elliot Slessor | - Ricky Walden 35–42 Iulian Boiko - Alexander Ursenbacher 39–27 Ashley Hugill - Zhou Yuelong 37–5 Stuart Carrington - Graeme Dott 55–46 Sean O'Sullivan - Andy Hicks 64–29 Martin O'Donnell - Rod Lawler 31–33 Oliver Sykes - Lukas Kleckers 84–29 Stuart Bingham - Ken Doherty 5–109 Matthew Stevens |

6 décembre – Session du soir
| - Mark Allen 52–15 Ben Woollaston - Michael White 92–0 Mohamed Ibrahim - Allan Taylor 33–35 Oliver Brown - Xing Zihao 31–42 Xu Si - Mark Davis 94–8 Baipat Siripaporn - Manasawin Phetmalaikul 31–32 Mostafa Dorgham - Cao Yupeng 73–32 Sydney Wilson - Rory Thor 26–39 David Gilbert | - Dominic Dale 64–1 Fan Zhengyi - Duane Jones 82–0 Jenson Kendrick - Andy Lee 11–75 Joe O'Connor - Kyren Wilson 47–38 Daniel Wells - Louis Heathcote 45–43 Xiao Guodong - Liam Pullen 58–1 Yuan Sijun - Ian Burns 61–0 Florian Nüßle - Jimmy White 43–62 Zak Surety |

7 décembre – Session de l'après-midi
| - Riley Powell 9–65 Jamie O'Neill - Adam Duffy 15–33 Jack Browick - Leone Crowley 9–64 Jackson Page - Tian Pengfei 56–35 Alex Taubman - Stan Moody 43–14 Rory McLeod - Liam Highfield 37–87 Si Jiahui - Oliver Lines 69–22 Ma Hailong - Muhammad Asif 50–57 Zhang Anda | - Ryan Day 25–5 Anton Kazakov - Jimmy Robertson 31–2 James Cahill - Andrew Higginson 0–74 Julien Leclercq - Dylan Emery 46–31 Wu Yize - Steven Hallworth 48–14 Jamie Jones - Sanderson Lam 62–30 Haydon Pinhey - Mark Joyce 38–6 Rebecca Kenna - Shaun Murphy 147–0 Bulcsú Révész |

7 décembre – Session du soir
| - Thepchaiya Un-Nooh 41–26 Liu Hongyu - Himanshu Dinesh Jain 51–60 Robbie Williams - He Guoqiang 9–47 Hammad Miah - Peng Yisong 63–10 Ben Mertens - David Lilley 99–28 Reanne Evans - John Astley 3–34 Victor Sarkis - Dean Young 59–31 David Grace - Jordan Brown 30–29 Gary Wilson | - Ashley Carty 39–2 Jak Jones - Long Zehuang 52–24 Tom Ford - Anthony Hamilton 54–5 Mink Nutcharut - Ahmed Aly Elsayed 47–50 Noppon Saengkham - Alfie Burden 59–5 Aaron Hill - Andres Petrov 19–31 Jamie Clarke - Robert Milkins 51–33 Liam Graham - Matthew Selt 4–68 Mark Williams |

### 32esde finale
8 décembre – Session de l'après-midi
| - Dominic Dale 46–44 Shaun Murphy - Dean Young 41–28 Shaun Liu - Elliot Slessor 42–16 Oliver Sykes - Ian Burns 0–90 Stan Moody - Si Jiahui 72–9 Jordan Brown - Ali Carter 16–6 Alfie Burden - Mark Joyce 12–51 Steven Hallworth - Lukas Kleckers 0–78 Zhou Yuelong | - Alexander Ursenbacher 68–11 Victor Sarkis - Matthew Stevens 0–78 Thepchaiya Un-Nooh - Sanderson Lam 58–5 Andy Hicks - Liam Pullen 120–1 Jamie O'Neill - Louis Heathcote 42–57 Liam Davies - David Lilley 54–25 Jack Borwick - Oliver Brown 1–69 Mark Allen - Mostafa Dorgham 14–71 Kyren Wilson |

8 décembre – Session du soir
| - Chris Wakelin 44–46 Joe O'Connor - Jiang Jun 0–76 Anthony Hamilton - Long Zehuang 68–7 Noppon Saengkham - Cao Yupeng 51–0 Julien Leclercq - Jackson Page 5–72 Graeme Dott - Mark Davis 50–21 Tian Pengfei - David Gilbert 36–40 Jimmy Robertson - Robbie Williams 8–62 Iulian Boiko | - Peng Yisong 2–52 Michael White - Barry Pinches 31–68 Duane Jones - Alfie Davies 28–58 Dylan Emery - Zak Surety 49–42 Zhang Anda - Hammad Miah 30–9 Mark Williams - Xu Si 47–42 Jamie Clarke - Oliver Lines 56–16 Robert Milkins - Ryan Day 48–20 Ashley Carty |

### 16esde finale
9 décembre – Session de l'après-midi
| - David Lilley 1–101 Kyren Wilson - Michael White 75–6 Joe O'Connor - Alexander Ursenbacher 12–48 Steven Hallworth - Sanderson Lam 36–58 Mark Allen - Cao Yupeng 44–6 Thepchaiya Un-Nooh - Iulian Boiko 31–26 Anthony Hamilton - Ali Carter 58–21 Dean Young - Zhou Yuelong 23–66 Dominic Dale | - Duane Jones 40–56 Long Zehuang - Elliot Slessor 65–42 Zak Surety - Liam Davies 40–33 Dylan Emery - Xu Si 9–20 Oliver Lines - Mark Davis 46–15 Liam Pullen - Graeme Dott 44–53 Jimmy Robertson - Ryan Day 0–112 Si Jiahui - Hammad Miah 61–34 Stan Moody |

### 8esde finale
9 décembre – Session du soir
| - Dominic Dale 63–46 Iulian Boiko - Kyren Wilson 48–48* Si Jiahui - Cao Yupeng 31–16 Hammad Miah - Oliver Lines 10–19 Mark Allen | - Liam Davies 0–73 Mark Davis - Long Zehuang 33–48 Steven Hallworth - Elliot Slessor 50–36 Jimmy Robertson - Michael White 27–32 Ali Carter |

### Quarts de finale
9 décembre – Session du soir
| - Cao Yupeng 39–13 Mark Davis - Si Jiahui 18–52 Mark Allen | - Dominic Dale 19–52 Steven Hallworth - Ali Carter 41–24 Elliot Slessor |

### Demi-finales
9 décembre – Session du soir
- Cao Yupeng 41–18  Ali Carter
- Steven Hallworth 8–60  Mark Allen

### Finale
9 décembre – Session du soir (Arbitre :  Alex Crisan)
- Cao Yupeng 4–65  Mark Allen

## Centuries
- 147  Shaun Murphy
- 101  Kyren Wilson